# Toviklin
Toviklin  ist eine Stadt, ein Arrondissement und eine 120 km2 große Kommune in Benin. Sie liegt im Département Couffo.

## Demografie und Verwaltung
Das Arrondissement Toviklin hatte bei der Volkszählung im Mai 2013 eine Bevölkerung von 23.763 Einwohnern, davon waren 11.250 männlich und 12.513 weiblich. Die gleichnamige Kommune zählte zum selben Zeitpunkt 88.611 Einwohner, davon 41.153 männlich und 47.458 weiblich.
Die sechs weiteren Arrondissements der Kommune sind Adjido, Avédjin, Doko, Houédogli, Missinko und Tannou-Gola. Kumuliert umfassen alle sieben Arrondissements 65 Dörfer.

## Wissenswertes
Toviklin unterhält eine Gemeindepartnerschaft mit Illingen (Saar).